# Дальницька сільська рада
Дальни́цька сільська́ ра́да — орган місцевого самоврядування Дальницької сільської громади в Одеському районі Одеської області.

## Склад ради
Рада складається з 16 депутатів та голови.
- Голова ради: Крутюк Сергій Іванович
- Секретар ради: Кудринська Жанна Борисівна

### Керівний склад попередніх скликань
| Прізвище, ім'я, по батькові     | Основні відомості                                                         | Дата обрання | Дата звільнення |
| ------------------------------- | ------------------------------------------------------------------------- | ------------ | --------------- |
| Лозовський Микола Олександрович | Сільський голова, 1956 року народження, член Партії регіонів              | 26.03.2006   | 01.03.2007      |
| Крутюк Сергій Іванович          | Сільський голова, 1962 року народження, освіта вища, член Партії регіонів | 29.07.2007   | 31.10.2010      |
| Крутюк Сергій Іванович          | Сільський голова, 1962 року народження, освіта вища, позапартійний        | 31.10.2010   | Нині на посаді  |

Примітка: таблиця складена за даними сайту Верховної Ради України

### Депутати
За результатами місцевих виборів 2010 року депутатами ради стали:

#### За суб'єктами висування
| Суб'єкт висування | Кількість обраних депутатів | %    |
| ----------------- | --------------------------- | ---- |
| Партія регіонів   | 11                          | 68,8 |
| Самовисування     | 5                           | 31,3 |

#### За округами
| № округу        | Прізвище, ім'я, по батькові     | Дата визнання обраним | Освіта             | Партійна приналежність                                           | Відомості про обраного депутата                                                                     |
| --------------- | ------------------------------- | --------------------- | ------------------ | ---------------------------------------------------------------- | --------------------------------------------------------------------------------------------------- |
| Партія регіонів |                                 |                       |                    |                                                                  | |
| 1               | Шинкаренко Василь Петрович      | 02.11.2010            | вища               | член Партії регіонів                                             | фірма"Маноліт", начальник управління                                                                |
| 2               | Жизненко Галина Миколаївна      | 02.11.2010            | середня спеціальна | член Партії регіонів                                             | КП"Південний берег", контролер                                                                      |
| 5               | Нікитенко Анатолій Михайлович   | 02.11.2010            | середня            | позапартійний                                                    | пенсіонер                                                                                           |
| 6               | Глущенко Лариса Нестерівна      | 02.11.2010            | середня спеціальна | член Партії регіонів                                             | підприємство «Експерт», бухгалтер                                                                   |
| 7               | Бачевська Олена Яківна          | 02.11.2010            | середня            | позапартійна                                                     | Дальницька сільська рада, завідувачка клубу                                                         |
| 8               | Дпвидко Микола Петрович         | 02.11.2010            | середня            | позапартійний                                                    | тимчасово не працює                                                                                 |
| 11              | Кара Ігор Васильович            | 02.11.2010            | середня            | позапартійний                                                    | приватний підприємець                                                                               |
| 12              | Рогожинська Надія Федірівна     | 01.11.2010            | вища               | член Партії регіонів                                             | Санжійський навчально-виховний комплекс, директор                                                   |
| 13              | Плохотнюк Павло Васильович      | 02.11.2010            | вища               | позапартійний                                                    | комунальна установа «Грибівська амбулаторія загальної практики — сімейної медицини», головний лікар |
| 14              | Плохотнюк Сергій Федорович      | 02.11.2010            | середня            | позапартійний                                                    | Овідіопольське управління водного господарства, моторист                                            |
| 16              | Ляшенко Юрій Сергійович         | 02.11.2010            | середня            | член Партії регіонів                                             | приватний підприємець                                                                               |
| Самовисування   |                                 |                       |                    |                                                                  | |
| 3               | Фардигула Петро Вікторович      | 02.11.2010            | середня спеціальна | позапартійний                                                    | СТОВ"Маяк", водій                                                                                   |
| 4               | Гриценко Анатолій Володимирович | 02.11.2010            | вища               | член Політичної партії "Ліберально-гуманістична партія «Товариш» | «Товариш», завідувач аптеки                                                                         |
| 9               | Гургурова Тамара Олексіївна     | 02.11.2010            | вища               | позапартійна                                                     | пенсіонер                                                                                           |
| 10              | Бежинар Світлана Степанівна     | 02.11.2010            | середня            | позапартійна                                                     | тимчасово не працює                                                                                 |
| 15              | Кудринська Жанна Борисівна      | 02.11.2010            | вища               | позапартійна                                                     | Дальницька сільська рада, секретар                                                                  |